# Mathilde Cannat
Mathilde Cannat est une géologue française, spécialisée dans l'accrétion océanique et des péridotites.
Elle est directrice de recherche CNRS dans l’équipe de géosciences marines de l’Institut de Physique du Globe de Paris. Participante à une vingtaine de campagnes océanographiques et auteure de plus de 70 articles scientifiques, elle reçoit en 2009 la médaille d’argent du CNRS.

## Biographie
Les premières études de Mathilde Cannat portent sur les ophiolites. Après avoir obtenu sa thèse à l'université de Nantes en 1983, suivi d'un post-doc à Durham, Mathilde Cannat rejoint le CNRS en 1986, dans l’unité Géosciences marines de Brest. Après avoir obtenu une habilitation à diriger des recherches à l'université de Brest, elle rejoint l'université Pierre-et-Marie-Curie (Paris 6) en 1992.
Elle est spécialiste du magmatisme, de la tectonique des dorsales médio-océaniques et de la lithosphère ; en particulier l'exhumation tectonique des péridotites sur l'axe des dorsales océaniques. 
Entre 1993 et 1996, Mathilde Cannat publie trois articles proposant un modèle de croûte océanique dite « lente » ; ce modèle est aujourd'hui considéré comme une référence, confirmée par d'autres études. Elle considère ce modèle comme étant sa plus grande réussite.
En 2001, elle prend part à la création d'une nouvelle équipe spécialisée dans les géosciences marines à l’Institut de physique du globe de Paris. Elle en prend la direction en 2008.
À partir de 2007, elle oriente ses recherches sur les dorsales dites ultra-lentes et sur le suivi dans le temps de l'activité de la dorsale Atlantique (volcanique, sismique et hydrothermale). Pour ce dernier projet, elle participe à la mise en plage d'un observatoire sur la dorsale, le projet MoMAR,. Pour ce projet, elle coordonne le réseau européen MoMARnet et préside le comité de pilotage de la partie française du projet. Elle fait alors partie de la section 18 du Comité national de la recherche scientifique.
Les observations liées à la spécialité de Mathilde Cannat doivent être effectuées in-situ. Elle compte donc dix-sept plongées en grande profondeur à son actif, à bord du Nautile. Elle participe également au projet Ocean Drilling Program et organise des expéditions scientifiques.
Mathilde Cannat est engagée dans la défense de la parité en sciences.

## Distinctions
- 2009 : Médaille d'argent du CNRS[3]
- 2023 : Médaille Arthur-Holmes